# 不丹奧林匹克委員會
不丹奧林匹克委员会（Bhutan Olympic Committee）是不丹的國家奧林匹克委員會。該組織是由不丹國王吉格梅·辛格在1983年成立，是國際奧委會和亞洲奧林匹克理事會的成員。1984年，首次派員參加在美國洛杉磯舉行的夏季奧運會。此後，不丹參與每屆的夏季奧運會，但在前幾屆參加的奧運中只派射箭選手參賽，直到2012年才開始派出其他項目的選手參賽。儘管射箭是不丹的傳統民族運動，但由於傳統射箭的規則和使用的器材也和現代射箭不一，故不丹從未在這項運動中贏得過奧運會或亞運會獎牌。
現時，不丹奧林匹克協會的總部設在該國首都廷布，主席是Jigyel Ugyen Wangchuck。

## 資料來源
1. ↑  .   [2014-01-24]. （原始内容存档于2016-03-14）.
2. ↑  .   [2014-01-24]. （原始内容存档于2010-04-02）.

## 外部連結
- 官方網頁（页面存档备份，存于）